# Matthew Ishaya Audu
Matthew Ishaya Audu (Rafin-Pa, 7 giugno 1959) è un arcivescovo cattolico nigeriano, dal 6 gennaio 2020 arcivescovo metropolita di Jos.

## Biografia
È nato a Rafin-Pa il 7 giugno 1959.

### Formazione e ministero sacerdotale
Dopo essere entrato nel seminario di Keffi, ha compiuto gli studi filosofici e teologici presso il seminario di Jos ed è stato ordinato sacerdote il 23 giugno 1984.
Dopo l'ordinazione ha completato gli studi in teologia morale a Roma presso la Pontificia Università Lateranense, dove ha conseguito la licenza nel 1991. Dal 1992 al 1997 è stato docente di teologia morale presso il seminario di Makurdi. Successivamente ha perfezionamento nuovamente gli studi a Roma, conseguendo la laurea in teologia morale nel 1997 presso l'Accademia alfonsiana.

### Ministero episcopale
Il 5 dicembre 2000 papa Giovanni Paolo II lo ha nominato primo vescovo di Lafia.
Ha ricevuto l'ordinazione episcopale il 5 dicembre 2000 dalle mani del nunzio apostolico in Nigeria Osvaldo Padilla, co-consacranti l'arcivescovo di Abuja John Olorunfemi Onaiyekan e il vescovo di Makurdi Athanasius Atule Usuh.
Il 6 gennaio 2020 papa Francesco lo ha promosso arcivescovo metropolita di Jos. Ha preso possesso dell'arcidiocesi il 31 marzo successivo.

## Genealogia episcopale
La genealogia episcopale è:
- Cardinale Scipione Rebiba
- Cardinale Giulio Antonio Santori
- Cardinale Girolamo Bernerio, O.P.
- Arcivescovo Galeazzo Sanvitale
- Cardinale Ludovico Ludovisi
- Cardinale Luigi Caetani
- Cardinale Ulderico Carpegna
- Cardinale Paluzzo Paluzzi Altieri degli Albertoni
- Papa Benedetto XIII
- Papa Benedetto XIV
- Papa Clemente XIII
- Cardinale Enrico Benedetto Stuart
- Papa Leone XII
- Cardinale Chiarissimo Falconieri Mellini
- Cardinale Camillo Di Pietro
- Cardinale Mieczysław Halka Ledóchowski
- Cardinale Jan Maurycy Paweł Puzyna de Kosielsko
- Arcivescovo Józef Bilczewski
- Arcivescovo Bolesław Twardowski
- Arcivescovo Eugeniusz Baziak
- Papa Giovanni Paolo II
- Arcivescovo Osvaldo Padilla
- Arcivescovo Matthew Ishaya Audu